# Geispolsheim
Geispolsheim är en kommun i departementet Bas-Rhin i regionen Grand Est (tidigare regionen Alsace) i nordöstra Frankrike. Kommunen ligger i kantonen Geispolsheim som tillhör arrondissementet Strasbourg-Campagne. År 2022 hade Geispolsheim 7 759 invånare.

## Befolkningsutveckling
Antalet invånare i kommunen Geispolsheim
| Referens: INSEE |